# Mjölnesjö
Mjölnesjö är en sjö i Varbergs kommun i Västergötland och ingår i Viskans huvudavrinningsområde. Sjön har en area på 0,0526 kvadratkilometer och ligger 23,4 meter över havet. Sjön avvattnas av vattendraget Lillån.

## Delavrinningsområde
Mjölnesjö ingår i det delavrinningsområde (635340-130245) som SMHI kallar för Mynnar i Fävren. Medelhöjden är 73 meter över havet och ytan är 6,52 kvadratkilometer. Räknas de 2 avrinningsområdena uppströms in blir den ackumulerade arean 47,31 kvadratkilometer. Lillån som avvattnar avrinningsområdet har biflödesordning 3, vilket innebär att vattnet flödar genom totalt 3 vattendrag innan det når havet efter 35 kilometer. Avrinningsområdet består mestadels av skog (56 %) och jordbruk (25 %). Avrinningsområdet har 0,23 kvadratkilometer vattenytor vilket ger det en sjöprocent på 3,5 %.